# 하일레 셀라시에
하일레 셀라시에 1세(암하라어: ቀዳማዊ ኃይለ ሥላሴ 커다마위 하일러 슬라세, 암하라어 발음: [ˈhaɪlə sɨlˈlase], 1892년 7월 23일 ~ 1975년 8월 27일, 재위 1930년 ~ 1974년)는 에티오피아 제국의 마지막 황제이다.

## 생애

### 유년기
에티오피아 남부 해안 지방의 귀족의 아들로 태어났다. 본명은 라스 터퍼리 머콘는(암하라어: ራስ ተፈሪ መኮንን →터퍼리 머콘는 공작)이다. 혈연으로는 아두와 전투에서 이름을 떨친 영웅 메넬리크 2세의 사촌 아들에 해당한다. 어릴 적부터 총명하여, 젊은 나이 각지의 주지사를 역임했다. 기억력이 매우 뛰어나 말년에 이르러도 중요한 사항 모두를 암기하고, 메모의 종류를 전혀 필요로 하지 않았다는 일화가 남아있다.

### 섭정
1916년에 쿠데타를 일으켜서 이야수 5세를 폐위시키고, 메넬리크 2세의 딸로 여제로 등극한 자우디투의 황태자이자, 섭정이 되어 실권을 장악한다.
1924년 4월에는 유럽으로 외유를 떠나 에티오피아의 국제연맹 가입을 실현했다. 당시 에티오피아에 영향력이 있던 이탈리아 왕국, 영국, 프랑스에 대항하기 위해 미국, 일본에 접근했다.

### 즉위
1930년 4월에 선제였던 자우디투가 사망하자 이를 승계하여 하일레 셀라시에(ኃይለ ሥላሴ →삼위일체의 힘)라는 재위명으로 즉위하였다. 같은 해 11월 2일에 대관식이 이루어졌다.
1931년 7월 16일에 7장 55조 갖춰진 에티오피아 제국 최초의 성문 헌법인 헌법을 제정하였고, 노예 제도를 철폐하였다. 그러나 사회 체제 자체의 개혁에는 손을 대지 않았고 게베레라는 소농 지역 제도도 보존되었다.

### 에티오피아 전쟁
1934년 에티오피아 제국군과 이탈리아령 소말릴란드를 식민 지배했던 이탈리아 왕국군이 국경 지대에서 충돌한 '왈왈 사건(이탈리아어: Incidente di Ual Ual)'을 거쳐 1935년 10월 3일에 국수주의자인 베니토 무솔리니가 이끄는 이탈리아 왕국이 아두와 전투의 보복을 내걸고 에티오피아를 침공하면서, 제2차 이탈리아-에티오피아 전쟁이 발발했다. 이듬해 1936년 3월 마이체우 전투에서 이탈리아 군은 독가스를 사용하여 제국 친위대를 포함 에티오피아군을 괴멸시킨다. 그 후, 황제 하일레 셀라시에 1세는 5월 2일에 철도로 지부티로 가서, 지부티를 통해 영국 런던에 망명했다. 그동안 수도 아디스아바바는 5월 5일에 함락되었다. 이후 1936년부터 1941년까지 이탈리아의 왕 비토리오 에마누엘레 3세가 에티오피아 황제를 5년간 겸임하여 이탈리아령 동아프리카 제국을 통치했다. 그러나, 국제 사회는 이탈리아 왕의 에티오피아 황제 겸임을 인정하지 않았다.

### 복위
1941년, 영국은 이탈리아군을 에티오피아에서 쫓아 내고 하일레 셀라시에를 복위시켰다.
1945년 제2차 세계 대전 종결 후, 일단 국제 연맹에서 자신이 호소한 집단안전보장의 실천으로 1951년 한국 전쟁에 유엔군으로 에티오피아 군을 참여시키는 등 냉전 구조 속에서 친 유럽 정책을 펼치면서도 소련이나 중국과도 우호적인 관계를 구축한다.
1950년 한국 전쟁이 일어나자 자신의 군대를 파견하여 대한민국을 지원하였다. 종전 후 55년 11월 대한민국 건국훈장 중 최고등급인 대한민국장을 수여받았다.
1961년의 베오그라드의 비동맹 국가 정상 회의에 참석하여 제3세계의 입장을 강화해 범아프리카주의에 근거해서 1963년에 설립된 아프리카통일기구(OAU 현재 아프리카 연합)의 초대 의장이 되었다. 그외에도 이스라엘과 군사적 협력 관계를 맺는 등 독자적인 외교 노선을 추진했다.
내정에서는 헌법 개정, 군사 현대화 등의 개혁이 시도되었지만 여전히 황제 독재를 계속하는 구체제를 유지했으며, 부유층은 부패를 일삼았기 때문에 경제적 발전을 이루지 못했고 국민의 생활은 악화 일로를 걸었다. 1960년대의 국민 일인당 연간 소득은 평균 70달러에 불과한 세계 최빈국의 하나로 전락하는 등 다양한 모순을 만들고 있었다. 1960년에는 왕세자 아스화를 옹립한 육군 근위 부대의 쿠데타 미수 사건이 발생한다.
그 중에서도, 1970년부터 심각한 기근과 수에즈 운하 폐쇄에 의한 유가 상승에서 오는 인플레이션의 악화는 국민생활을 악화시켰다. 일부 지배층은 농작물을 쌓아만 두고 있었고, 아사자가 농촌 지역에서 증가하는 등 에티오피아 사회는 극심한 혼란이 있었지만, 황제는 아무런 조치를 취하지 않았고 오히려 기근을 은폐하는 등 국제 사회의 비난을 받았다.
1973년 이후 파업과 시위가 빈번히 발발했고, 에리트레아에서는 내전이 발생해 사태는 악화 일로를 걷고 있었다. 게다가 황제가 궁전에서 사육하고 있는 애완 사자에게 고기를 주고 있는 사진이 대중에 공개되면서 심각한 식량난으로 고통받는 국민들의 분노를 샀다. 1973년 9월에는 황제의 손자인 이스칸데르 테스터 해군 부총독이 총구를 들이대고 퇴위를 강요하는 사건이 일어나 황제의 권위는 정부 내부에서도 급격히 떨어졌다.

### 퇴위, 사망
1974년에 멩기스투 육군 소령은 하일레 셀라시에를 폐위시켰다. 하일레 셀라시에는 1975년 8월 27일, 급작스럽게 사망했는데 공식 발표에는 전립선 수술 중에 발생한 합병증으로 죽었다고 하지만 일부 왕정 지지파들 사이에서는 독살형을 받았다고 전해진다. 그의 유해는 1992년 그가 살았던 궁전 안에서 발굴되어, 2000년에 아디스아바바의 성 삼위일체 대성당 내 묘지에 묻혔다. 일설에는 수백명의 자녀가 있었다는 설도 있다.

## 같이 보기
- 에티오피아 제국
- 에티오피아 황제